# Муцио (Империја)
Муцио је насеље у Италији у округу Империја, региону Лигурија.
Према процени из 2011. у насељу је живело 86 становника. Насеље се налази на надморској висини од 209 м.